# أندريس فريري
أندريس فريري (بالإسبانية: Andrés Freire)‏ هو شخصية أعمال ورائد أعمال وسياسي أرجنتيني، ولد في 14 يناير 1972 ببوينس آيرس في الأرجنتين. حزبياً، نشط في اقتراح جمهوري.

## وصلات خارجية
- الموقع الرسمي